# 1640 en littérature
| Années de la littérature : 1637 - 1638 - 1639 - 1640 - 1641 - 1642 - 1643    |
| Décennies de la littérature : 1610 - 1620 - 1630 - 1640 - 1650 - 1660 - 1670 |

Cet article présente les faits marquants de l'année 1640 en littérature.

## Événements
- 28 mai : Pedro Calderón de la Barca rejoint une compagnie de cuirassiers pour participer à la répression de la révolte catalane ; il participe à la prise de Cambrils le 15 décembre et est légèrement blessé à la main lors d'une escarmouche près de Vilaseca. Il entre victorieux à Tarragone le 23 décembre et se comporte courageusement lors de l'assaut de Martorell le 21 janvier 1641 ; après avoir tenté d'assiéger Barcelone, sa compagnie doit retourner à Tarragone, où Calderón supporte avec courage le siège des Français et des Catalans, souffrant de la faim et voyant plusieurs de ses compagnons mourir de faim. Finalement, le 20 août 1641, le siège est repoussé et Pedro Calderón retourne à la Cour pour informer le comte-duc d'Olivares comme courrier de Sa Majesté[1],[2].

- Novembre : inauguration  par Richelieu de la Manufacture royale d'imprimerie, ou imprimerie royale, installée dans la Grande Galerie du Louvre. Elle est administrée par Sublet de Noyers et Sébastien Cramoisy est nommé directeur. Elle se spécialise dans la typographie des caractères orientaux et la production d’ouvrages pieux et de classiques latins[3].

## Parutions
- 1er mars : Diego de Saavedra Fajardo, Idea de un príncipe político cristiano en cien empresas : (« Idée d'un prince politique chrétien en cent gravures »), Monaco (Munich), 1640 (présentation en ligne) traité de science politique connu sous le nom d'Empresas políticas.
- Septembre : publication posthume à Louvain chez Jacques Zegers de l'Augustinus, de l’évêque d’Ypres Cornelius Jansen dit Jansénius, acte fondateur du jansénisme[4].
- 27 novembre : privilège d'impression accordé à Baltasar Gracián, El Político (es) don Fernando el Católico : (« Le Politique »), Zaragoza, Diego Dormer, 1640 (présentation en ligne), traité qui décrit Ferdinand le Catholique comme le plus grand roi de la monarchie espagnole et un exemple à suivre.

- Elements of Law, Natural and Politic (présentation en ligne) (« Éléments de la loi naturelle et politique »), traité de Thomas Hobbes, circule en manuscrit avant d'être imprimé pour la première fois en 1650.

- The Whole Booke of Psalmes : Faithfully Translated into English Metre, Cambridge (Massachusetts), Stephen Daye, 1640 (présentation en ligne), un psautier connus sous le titre de Bay Psalm Book  (« psautier de la baie »), le premier livre imprimé des Treize Colonies.
- Thomas Stephens, Arte da Lingoa Canarim, Rachol (Goa), 1640 (présentation en ligne), une grammaire de la langue konkani, la première grammaire de ce type pour une langue indienne.

- Charles Sorel, La solitude et l'Amour philosophique de Cléomède, Paris, Antoine de Sommaville, 1640 (présentation en ligne), roman philosophique.

## Décès
- 25 janvier : Robert Burton, écrivain anglais (° 8 février 1577).
- 22 mars : Thomas Carew, poète anglais (° 1595).
- Avril : Uriel da Costa, philosophe portugais.
- 30 mai : André Duchesne, historiographe et érudit français (° 1584).

- Vers 1640 : John Ford, dramaturge anglais, considéré comme l'un des maîtres du théâtre élisabéthain (° 1586).